# Эффект Мередита

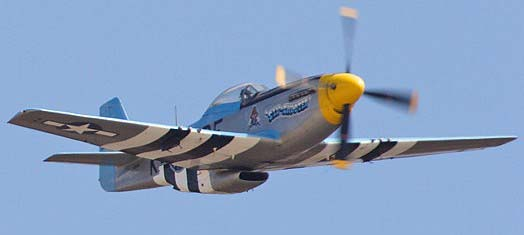
Радиатор самолёта P-51 Mustang использует эффект Мередита.

Эффект Мередита — возникновение небольшой силы тяги при работе тоннеля радиатора охлаждения двигателя летательного аппарата, которая компенсирует его аэродинамическое сопротивление на скоростях полёта порядка 0,5 М. Эксперименты показали, что при скорости около 0,8 М на выходе специально спроектированного тоннеля создаётся и дополнительная полезная тяга, соответствующая тепловому КПД порядка 10%. Эффект был обнаружен в 1930-х годах и стал значимым в следующем десятилетии, когда скорости самолётов с поршневыми двигателями возросли.

## История
С развитием авиации постоянно возрастала мощность двигателей самолётов, что означало повышение их тепловыделения и, как следствие, необходимость отводить от них всё большее количество тепла. Для двигателей с жидкостным охлаждением это означало увеличение размеров радиаторов — что в свою очередь приводило к возрастанию их аэродинамического сопротивления. В начале 1930-х годов в Германии в Центре авиации был проведён ряд исследований оказываемого радиаторами аэродинамического сопротивления. Оно было разделено на несколько частей: потери в диффузоре, потери на трение на внутренних поверхностях и снаружи воздуховода или радиатора. Английский инженер Ф. У. Мередит в своей работе для исследовательской организации RAE в Фарнборо, изучая поведение радиатора, заключённого в аэродинамический канал, заметил, что с ростом скорости воздуха его аэродинамическое сопротивление уменьшается, хотя должно было бы линейно увеличиваться. Он пришёл к пониманию того, что тепло, передаваемое нагретым радиатором проходящему по его каналу воздуху, добавляет воздушному потоку энергию, которая потенциально может быть использована, если особым образом спроектировать этот канал. 14 августа 1935 года он опубликовал работу, в которой изложил вывод, что полезная тяга может быть достигнута на скоростях свыше 300 миль в час (482,80320 км/ч).
Это явление было названо эффектом Мередита и вскоре начало использоваться конструкторами прототипов истребителей, которые уже находились в производстве, таких как Supermarine Spitfire и Hawker Hurricane, чьи двигатели Rolls-Royce PV-12 (позже получившие название Merlin) охлаждались этиленгликолем. Первый радиатор, использовавший эффект Мередита, был испытан во время первого экспериментального полета Supermarine Spitfire, состоявшегося 5 марта 1936 года.
Механизм возникновения эффекта оставался неясным для многих инженеров. Так, считалось, что радиальные двигатели с воздушным охлаждением получат от эффекта более значительную выгоду, так как их радиаторы работают при более высоких температурах, чем радиаторы двигателей с жидкостным охлаждением. Это заблуждение сохранялось вплоть до 1949 года.
В США эффект Мередита активно использовался в истребителе P-51 Mustang, совершившем свой первый полёт в 1940 году. Эффект также вдохновил первые американские работы по прямоточному воздушно-реактивному воздушному двигателю ввиду сходства принципов их действия (цикл Брайтона).
Эффект Мередита, в частности, использовался в болиде «Формулы-1» команды «Уильямс» Williams FW36.

## Принцип действия

Схема действия эффекта Мередита на P-51D:
,
,
,
,
,
,
.

Эффект Мередита возникает, когда воздух, проходящий через воздуховод, нагревается теплообменником или радиатором, несущим жидкость, нагретую до значительной температуры — например, этиленгликоль. Для этого воздуховод должен двигаться со значительной скоростью относительно воздуха. Проходя по нему, воздух встречает сопротивление поверхности радиатора и сжимается, что снижает его скорость. Проходя через радиатор, воздух отбирает от него тепло, тем самым получая дополнительную энергию и увеличивая свою энтальпию (полную энергию). Далее этот сжатый и нагретый воздух, продвигаясь через сужающийся выпускной канал, ускоряется и выходит через срез воздуховода со скоростью, превышающей таковую на входе.

## Ограниченность применения
Чтобы эффект Мередита был заметен, работа, производимая системой радиатор-канал, должна быть сравнима с работой, совершаемой аэродинамическим сопротивлением. Полезная работа (L) равна произведению тепла, передаваемого радиатором воздушному потоку (Q), на производительность термодинамического цикла ({\displaystyle \eta }). Для цикла Брайтона идеального газа эффективность выражается как:
{\displaystyle \eta =1-{\frac {1}{\beta ^{\left({\frac {\gamma -1}{\gamma }}\right)}}}}
где {\displaystyle \beta } является отношением между давлениями {\displaystyle p_{1}} и {\displaystyle p_{0}} (давлениями в ходе изобарических преобразований нагрева и охлаждения соответственно) и также называется «сжатием»:
{\displaystyle \beta ={\frac {p_{1}}{p_{0}}}}
На практике за давление изобарного нагрева принимают среднее давление воздушного потока в радиаторе, а за давление изобарного охлаждения —  атмосферное давление. Для того, чтобы имела место полезная работа (производительность > 0), необходимо, чтобы давление воздушного потока, проходящего через радиатор, превышало внешнее давление:
{\displaystyle p_{\text{1 max}}=p_{0}+{\frac {1}{2}}\rho v^{2}},
где {\displaystyle p_{\text{1 max}}} —
максимальное давление, получаемое в воздуховоде при заданной скорости, {\displaystyle p_{0}} — атмосферное давление, {\displaystyle \rho } — плотность воздуха и {\displaystyle v} — скорость полёта.
Эта величина, соответствующая сумме статического и динамического давлений, является предельной (идеальной) величиной, получаемой при изоэнтропийном (то есть без потерь) замедлении воздушного потока до нулевой скорости. Однако учитывая, что поток воздуха, пересекающий радиатор, должен иметь определённую скорость, давление внутри воздуховода всегда будет ниже идеального. Кроме того, низкая скорость полета приводит к ухудшению характеристик и, как следствие, незначительности доступной работы по сравнению с аэродинамическими потерями в канале воздуховода и на теплообменнике. Так как давление внутри воздуховода (а следовательно, и производительность) увеличивается пропорционально квадрату скорости, то начиная с определённого её значения (порядка 0,3 Маха) становится возможным преобразование тепла радиатора в работу (то есть увеличение импульса потока воздуха). Расширение нагреваемого воздуха приводит к его ускорению внутри сужающегося тоннеля-воздуховода, которое создаёт тягу. Если эта тяга не превышает создаваемого воздуховодом и радиатором аэродинамического сопротивления, то конструкция частично компенсирует сопротивление радиатора; если же тяга превышает это аэродинамическое сопротивление, то конструкция вносит вклад в чистую тягу. В обоих случаях конструкция увеличивает максимальную скорость высокоскоростного самолёта с поршневым двигателем внутреннего сгорания.